# Chama (Distrikt)
Chama ist ein Distrikt in der Ostprovinz in Sambia. Er hat eine Fläche von 17.473 km² und es leben 140.330 Menschen in ihm (2022). Die Hauptstadt ist Chama. Der Distrikt wurde 2011, bei der Gründung der Provinz Muchinga, von der Ostprovinz abgespaltet und Muchinga angegliedert. Zum Jahreswechsel 2021 auf 2022 wurde Chama wieder der Ostprovinz zugeteilt.

## Geografie
Der Distrikt liegt etwa 600 Kilometer nordöstlich von Lusaka. Er liegt im Osten, an der Grenze zu Malawi, auf einer Höhe von über 2000 m und fällt bis auf etwa 600 m im Tal des Flusses Luangwa, der ihn durchfließt.
Der Distrikt grenzt im Süden an die Distrikte Chasefu und Lumezi, im Westen an den Distrikte Mpika, Shiwang’andu und Chinsali, im Norden an Isoka und Mafinga und im Osten an die Distrikte Chitipa, Rumphi und Mzimba in der Northern Region in Malawi.
Chama ist in 22 Wards aufgeteilt:
| - Bazimu - Chibungwe - Chilenje - Chipala - Chisunga - Kalinkhu - Kamphemba - Luangwa - Lumezi - Lunzi - Lupamazi | - Mabinga - Manthepa - Mapamba - Mazonde - Mbazi - Mphalausenga - Muchinga - Mwalala - Ndunda - Nkhankha - Vilimukulu |

## Wirtschaft
Chama ist ein ländlicher und armer Distrikt. Landwirtschaft ist der tragende Sektor. Hauptanbauprodukt ist Reis (400 t im Jahr 2004), gefolgt von Hirse, Mais, Kassava und Bohnen, Kichererbsen, Erbsen, Baumwolle, Erdnüsse. Seit dem Zusammenbruch der staatlichen Kooperativen ist die Vermarktung zu einem Problem geworden, da Transportmittel fehlen. Die jährliche Niederschlagsmenge ist ausreichend.

## Infrastruktur
Es gibt die asphaltierte Straße Chipata–Isoka am Tanzam Highway, womit eine Fernverbindung besteht. Der wichtigste Abschnitt ist der nach Isoka. Eine Asphaltstraße nach Mpika ist geplant. Die übrigen Wege im Distrikt sind nur mit Allradantrieb zu befahren. Es gibt ein neues Krankenhaus, seit 2005 neue Grund- und Sekundarschulen mit Internat, 99 Bohrlöcher für die Trinkwasserversorgung und weitere sind geplant. Elektrizität reicht in der Provinz bisher nur bis Nyimba, ist aber über Chama bis zum Anschluss an das Netz von Malawi geplant.